# Юго Веннола
Юго Веннола (фін. Juho Heikki Vennola; 1872⁣ — ⁣1938) — державний і політичний діяч Фінляндії, 5-ий і 7-ий прем'єр-міністр Фінляндії.

## Життєпис
5-ий і 7-ий прем'єр-міністр Фінляндії, помічник міністра фінансів, міністр торгівлі і промисловості, міністр закордонних справ.
За освітою економіст, працював професором національної економіки в Гельсінському університеті.
Член парламенту Фінляндії з 1919 по 1930 рр, двічі очолював уряд Фінляндії (з 15 серпня 1919 по 15 березня 1920 і з 9 квітня 1921 по 2 червня 1922), а також виконував обов'язки прем'єр-міністра в другому уряді Свінгувуда з 18 лютого по 21 березня 1931.
Як представник Фінляндії брав участь в переговорах про укладення Тартуського мирного договору з РРФСР. Падіння кабінету Венноли в 1922 було викликане відмовою парламенту ратифікувати Варшавську угоду про утворення Балтійського союзу, автором якого був тодішній очільник МЗС Рудольф Голсті.
Крім того, Веннола обіймав посади помічника міністра фінансів (1918–1919), міністра торгівлі і промисловості (1919), міністра закордонних справ в кабінеті аграрія Кюесті Калліо (1922–1924) і міністра фінансів (1930–1931).